# Sous-secrétaire d'État parlementaire à la croissance et aux affaires rurales
Le sous-secrétaire d'État parlementaire à la croissance et aux affaires rurales (en anglais : Parliamentary Under-Secretary of State for Growth and Rural Affairs), occupe un poste subalterne au sein du ministère de l'environnement, de l'alimentation et des affaires rurales du gouvernement britannique. Le titulaire actuel Scott Mann, est en poste depuis le 20 septembre 2022 dans le gouvernement Truss.

## Responsabilités
Les responsabilités du ministre comprennent :
- Affaires rurales : productivité et connectivité rurales, opportunités de la vie rurale (garde d'enfants, éducation, compétences et santé)
- Paysage, y compris les parcs nationaux * et les AONB
- Accès incluant droits de passage et sentiers côtiers
- Santé animale et végétale
- Finance verte nationale et marchés financiers pour la nature et l'environnement
- Responsable pour RBG Kew, Animal and Plant Health Agency, Veterinary Medicines Directorate et Animal Health and Welfare Board pour l'Angleterre

## Ministres
| Nom                                                                                               | Nom                                                                                                  | Portrait                                                                    | Mandat                                                                      | Mandat                                                                      | Parti politique                                                             | P.M.                                                                        | P.M.         | F.Sec.      |
| Ministre délégué aux Régions, au Renouveau et à l'Aménagement du territoire                       | Ministre délégué aux Régions, au Renouveau et à l'Aménagement du territoire                          | Ministre délégué aux Régions, au Renouveau et à l'Aménagement du territoire | Ministre délégué aux Régions, au Renouveau et à l'Aménagement du territoire | Ministre délégué aux Régions, au Renouveau et à l'Aménagement du territoire | Ministre délégué aux Régions, au Renouveau et à l'Aménagement du territoire | Ministre délégué aux Régions, au Renouveau et à l'Aménagement du territoire |              |             |
| ------------------------------------------------------------------------------------------------- | --- | --------------------------------------------------------------------------- | --------------------------------------------------------------------------- | --------------------------------------------------------------------------- | --------------------------------------------------------------------------- | --------------------------------------------------------------------------- | ------------ | ----------- |
|                                                                                                   | Richard Caborn MP pour Sheffield Central (né en 1943)                                                |                                                                             | 2 mai 1997                                                                  | 28 juillet 1999                                                             | Travailliste                                                                |                                                                             | Blair I      | Prescott    |
| Ministre délégué aux Régions                                                                      | |                                                                             |                                                                             |                                                                             |                                                                             |                                                                             | Blair I      | Prescott    |
|                                                                                                   | Nick Raynsford MP pour Greenwich and Woolwich (né en 1945)                                           |                                                                             | 29 juillet 1999                                                             | 7 juin 2001                                                                 | Travailliste                                                                |                                                                             | Blair I      | Prescott    |
| Ministre d'État aux Affaires rurales                                                              | |                                                                             |                                                                             |                                                                             |                                                                             |                                                                             | Blair I      | Prescott    |
|                                                                                                   | Alun Michael MP pour Cardiff South and Penarth (né en 1943)                                          |                                                                             | 11 juin 2001                                                                | 10 mai 2005                                                                 | Travailliste                                                                |                                                                             | Blair II     | Beckett     |
| Sous-secrétaire d'État parlementaire à la biodiversité, au paysage et à la ruralité               | |                                                                             |                                                                             |                                                                             |                                                                             |                                                                             | Blair II     | Beckett     |
|                                                                                                   | Jim Knight MP pour South Dorset (né en 1965)                                                         |                                                                             | 6 mai 2005                                                                  | 5 mai 2006                                                                  | Travailliste                                                                |                                                                             | Blair III    | Beckett     |
|                                                                                                   | Barry Gardiner MP pour Brent North (né en 1957)                                                      |                                                                             | 5 mai 2006                                                                  | 28 juin 2007                                                                | Travailliste                                                                |                                                                             | Blair III    | Miliband    |
| Sous-secrétaire d'État parlementaire aux affaires rurales et à l'environnement                    | |                                                                             |                                                                             |                                                                             |                                                                             |                                                                             | Blair III    | Miliband    |
|                                                                                                   | Joan Ruddock MP pour Lewisham Deptford (née en 1943)                                                 |                                                                             | 2 juillet 2007                                                              | 5 octobre 2008                                                              | Travailliste                                                                |                                                                             | Brown I      | Benn        |
|                                                                                                   | Dan Norris MP pour Wansdyke (né en 1960)                                                             |                                                                             | 5 juin 2009                                                                 | 11 mai 2010                                                                 | Travailliste                                                                |                                                                             | Brown I      | Benn        |
| Sous-secrétaire d'État parlementaire à l'environnement naturel, à l'eau et aux affaires rurales   | |                                                                             |                                                                             |                                                                             |                                                                             |                                                                             | Brown I      | Benn        |
|                                                                                                   | Richard Benyon MP pour Newbury (né en 1960)                                                          |                                                                             | 6 juin 2010                                                                 | 7 octobre 2013                                                              | Conservateur                                                                |                                                                             | Cameron I    | Spelman     |
| Paterson                                                                                          | Richard Benyon MP pour Newbury (né en 1960)                                                          |                                                                             | 6 juin 2010                                                                 | 7 octobre 2013                                                              | Conservateur                                                                |                                                                             | Cameron I    |             |
| Sous-secrétaire d'État parlementaire aux eaux, forêts, affaires rurales et gestion des ressources | |                                                                             |                                                                             |                                                                             |                                                                             |                                                                             | Cameron I    |             |
|                                                                                                   | Dan Rogerson MP pour North Cornwall (né en 1975)                                                     |                                                                             | 7 octobre 2013                                                              | 8 mai 2015                                                                  | Libéral Démocrate                                                           |                                                                             | Cameron I    | Truss       |
|                                                                                                   | Rory Stewart MP pour Penrith and The Border (né en 1973)                                             |                                                                             | 12 mai 2015                                                                 | 13 juillet 2016                                                             | Conservateur                                                                |                                                                             | Cameron II   | Truss       |
| Sous-secrétaire d'État parlementaire aux affaires rurales et à la biosécurité                     | |                                                                             |                                                                             |                                                                             |                                                                             |                                                                             | Cameron II   | Truss       |
|                                                                                                   | John Gardiner (né en 1956)                                                                           |                                                                             | 13 juillet 2016                                                             | 10 mai 2021                                                                 | Conservateur                                                                |                                                                             | May I        | Leadsom     |
| May II                                                                                            | John Gardiner (né en 1956)                                                                           | Gove                                                                        | 13 juillet 2016                                                             | 10 mai 2021                                                                 | Conservateur                                                                |                                                                             |              |             |
| Johnson I                                                                                         | John Gardiner (né en 1956)                                                                           | Villiers                                                                    | 13 juillet 2016                                                             | 10 mai 2021                                                                 | Conservateur                                                                |                                                                             |              |             |
| Johnson II                                                                                        | John Gardiner (né en 1956)                                                                           | Eustice                                                                     | 13 juillet 2016                                                             | 10 mai 2021                                                                 | Conservateur                                                                |                                                                             |              |             |
| Johnson II                                                                                        | Sous-secrétaire d'État parlementaire aux affaires rurales, à l'accès à la nature et à la biosécurité | Eustice                                                                     |                                                                             |                                                                             |                                                                             |                                                                             |              |             |
| Johnson II                                                                                        | | Eustice                                                                     | Richard Benyon (né en 1960)                                                 |                                                                             | 13 mai 2021                                                                 | 20 septembre 2022                                                           | Conservateur |             |
| Johnson II                                                                                        | Sous-secrétaire d'État parlementaire à la croissance et aux affaires rurales                         | Eustice                                                                     |                                                                             |                                                                             |                                                                             |                                                                             |              |             |
|                                                                                                   | Scott Mann MP pour North Cornwall (né en 1977)                                                       |                                                                             | 20 septembre 2022                                                           | Titulaire                                                                   | Conservateur                                                                |                                                                             | Truss I      | Jayawardena |